# Přesnídávka
Přesnídávka nazývaná též (dopolední) svačina je malé jídlo mezi snídaní a obědem. Je vhodná u malých dětí, proto se podává v mateřských školkách a ve škole se podává při tzv. velké přestávce. Dále je vhodná u osob fyzicky pracujících, u osob snídajících v časných ranních hodinách, aby interval mezi jídly nebyl příliš dlouhý. Uplatní se i při dietě, při rozdělení denního stravování do více menších jídel.
Lehká přesnídávka může tvořit trochu ovoce nebo může být i vydatnější, v případě těžce pracujících i tučná masná.
Výrazem přesnídávka se také označuje mixovaný pokrm (např. ovocné pyré) pro malé děti, které ještě nemají vyrostlé zuby.